# Charles Eliot Norton
Charles Eliot Norton (16 de novembro de 1827 - 21 de outubro de 1908) um famoso escritor, crítico e professor de arte dos Estados Unidos. Era um militante idealista e reformador social progressivo. Mantinha correspondência com vários homens ilustres de seu tempo, como Charles Dickens, Matthew Arnold, Charles Darwin, Robert Browning and Ralph Waldo Emerson. Foi responsável por formar vários historiadores da arte em Harvard.